# Upplands runinskrifter 376
Upplands runinskrifter 376 är en av två runstenar som nu står vid Vidbo kyrka, Vidbo socken och Sigtuna kommun i Uppland. Den andra runstenen är U 375.

## Stenen
Stenen står omnämnd i Johan Peringskiölds skrifter redan på 1600-talet och uppges då vara omkullfallen på Vidbo kyrkogård. Den skulle senare användas som tröskel framför en av kyrkans magasinsbodar och finns bland annat beskriven i Kyrkoinventariet 1829. Vid en okänd tidpunkt restes den på sin nuvarande plats utanför kyrkogården. 
Ristningen som är signerad av Sten är hans enda, kända runsten. Det är dock möjligt att han även ristat andra runstenar i området, däribland U 378. Den från runor translittererade och översatta inskriften lyder enligt nedan:

## Inskriften
Translitterering av runraden:
ika × let × kiara × bro × ok × staina rita eftiʀ × rahna × s(u)(n) × sin × ok × rahniltr × eftir × boanta × sin × stain ' r[isti]
Normalisering till runsvenska:
Inga let gæra bro ok stæina retta æftiʀ ʀagna, sun sinn, ok ʀagnhildr æftiʀ boanda sinn. Stæinn risti.
Översättning till nusvenska:
Inga lät göra bro och resa stenarna efter Ragne, sin son, och Ragnhild efter sin man. Sten ristade.

## Inskriftens namn
Kvinnonamnen Inga och Ragnhild förekommer ofta bland runinskrifterna medan Ragne är ett sällsynt namn. Det är en kortform för namn som Ragnar, Ragnfast och Ragnvald och återfinns i endast 4 andra runinskrifter.

## Ornamentik
Runslingan tillhör Anne-Sofie Gräslunds typologiska indelning Pr4, vilket ger stenen en relativ datering till åren 1070-1100. Rundjuret saknar öga vilket är något ovanligt men inte omöjligt för stilperioden.